# Željko Matuš
Željko Matuš (n. 9 de agosto de 1935, Donja Stubica) es un exfutbolista croata. Fue internacional con la selección de Yugoslavia, con quien consiguió el oro olímpico en las Olimpiadas de Roma.

## Carrera profesional
Durante su carrera deportiva, Matuš jugó para el NK Dinamo Zagreb, los SC Young Fellows Juventus y el FC Zürich. Disputó 13 partidos con el equipo nacional de fútbol de Yugoslavia y participó en la Eurocopa de Naciones de 1960, en la que fueron subcampeones, y en la Copa Mundial de la FIFA de 1962. Consiguió una medalla de oro con Yugoslavia en las Olimpiadas de Roma. También jugó un partido amistoso para el equipo nacional de Croacia contra Indonesia, en el que anotó un gol.